# Зелёные Куриловцы
Зелёные Куриловцы (укр. Зелені Курилівці) — село в Новоушицком районе Хмельницкой области Украины.
Население по переписи 2001 года составляло 1161 человек. Почтовый индекс — 32651. Телефонный код — 3847. Занимает площадь 3,169 км². Код КОАТУУ — 6823382701.

## Местный совет
3265, Хмельницкая обл., Новоушицкий р-н, с. Зелёные Куриловцы